# Gertrud Ingestad
Gertrud Ingestad (* 1958 in Schweden) ist eine schwedische EU-Beamtin. Sie leitet seit 2016 als Generaldirektorin die Generaldirektion Informatik (GD DIGIT) der Europäischen Union.

## Leben
Gertrud Ingestad studierte Sprachen und Geschichte und arbeitete als Sprachlehrerin in Stockholm, bevor sie 1995 zur Europäischen Kommission kam. Hier war sie im Bereich Personalverwaltung tätig. Im Januar 2014 wurde sie in der GD DIGIT Direktorin für Informationssysteme und Interoperabilitätslösungen, jetzt Digital Business Solutions. Vom 16. April 2016 bis zum 15. März 2020 war sie Generaldirektorin der Generaldirektion Informatik (DIGIT), seit dem 16. März 2020 ist sie Generaldirektorin der Generaldirektion Humanressourcen und Sicherheit.